# César Blackman
César Rodolfo Blackman Camarena (Panama, 2 aprile 1998) è un calciatore panamense, difensore dello Slovan Bratislava e della nazionale panamense.

## Carriera

### Club
Ha giocato nella massima serie dei campionati panamense e slovacco.

### Nazionale
Nel 2017 ha giocato quattro partite con la nazionale panamense Under-20.
Nel 2019 ha esordito in nazionale maggiore.
Convocato per la Copa América 2024, in occasione della sfida, valevole per i gironi, vinta per 1-2 contro i padroni di casa degli Stati Uniti realizza la sua prima rete per la selezione panamense.

## Statistiche

### Cronologia presenze e reti in nazionale
| Cronologia completa delle presenze e delle reti in nazionale ― Panama | Cronologia completa delle presenze e delle reti in nazionale ― Panama | Cronologia completa delle presenze e delle reti in nazionale ― Panama | Cronologia completa delle presenze e delle reti in nazionale ― Panama | Cronologia completa delle presenze e delle reti in nazionale ― Panama | Cronologia completa delle presenze e delle reti in nazionale ― Panama | Cronologia completa delle presenze e delle reti in nazionale ― Panama | Cronologia completa delle presenze e delle reti in nazionale ― Panama |
| Data                                                                  | Città                                                                 | In casa                                                               | Risultato                                                             | Ospiti                                                                | Competizione                                                          | Reti                                                                  | Note                                                                  |
| --------------------------------------------------------------------- | --------------------------------------------------------------------- | --------------------------------------------------------------------- | --------------------------------------------------------------------- | --------------------------------------------------------------------- | --------------------------------------------------------------------- | --------------------------------------------------------------------- | --------------------------------------------------------------------- |
| 23-3-2019                                                             | Porto                                                                 | Brasile                                                               | 1 – 1                                                                 | Panama                                                                | Amichevole                                                            | -                                                                     | 85’                                                                   |
| 23-6-2019                                                             | Bogotà                                                                | Colombia                                                              | 3 – 0                                                                 | Panama                                                                | Amichevole                                                            | -                                                                     | 56’                                                                   |
| 15-10-2019                                                            | Città del Messico                                                     | Messico                                                               | 3 – 1                                                                 | Panama                                                                | CONCACAF Nations League 2019-2020 - 1º turno                          | -                                                                     | 66’                                                                   |
| 28-3-2021                                                             | Santo Domingo                                                         | Dominica                                                              | 1 – 2                                                                 | Panama                                                                | Qual. Mondiali 2022                                                   | -                                                                     |                                                                       |
| 8-9-2021                                                              | Panama                                                                | Panama                                                                | 1 – 1                                                                 | Messico                                                               | Qual. Mondiali 2022                                                   | -                                                                     | 79’                                                                   |
| 31-10-2021                                                            | Toronto                                                               | Canada                                                                | 4 – 1                                                                 | Panama                                                                | Qual. Mondiali 2022                                                   | -                                                                     | 53’                                                                   |
| 30-3-2022                                                             | Panama                                                                | Panama                                                                | 1 – 0                                                                 | Canada                                                                | Qual. Mondiali 2022                                                   | -                                                                     | 46’                                                                   |
| 9-6-2022                                                              | Panama                                                                | Panama                                                                | 5 – 0                                                                 | Martinica                                                             | CONCACAF Nations League 2022-2023 - 1º turno                          | -                                                                     |                                                                       |
| 27-9-2022                                                             | Riffa                                                                 | Bahrein                                                               | 0 – 2                                                                 | Panama                                                                | Amichevole                                                            | -                                                                     |                                                                       |
| 28-3-2023                                                             | San José                                                              | Costa Rica                                                            | 0 – 1                                                                 | Panama                                                                | CONCACAF Nations League 2022-2023 - 1º turno                          | -                                                                     | 78’                                                                   |
| 10-6-2023                                                             | Penonomé                                                              | Panama                                                                | 3 – 2                                                                 | Nicaragua                                                             | Amichevole                                                            | -                                                                     |                                                                       |
| 15-6-2023                                                             | Paradise                                                              | Panama                                                                | 0 – 2                                                                 | Canada                                                                | CONCACAF Nations League 2022-2023 - Semifinale                        | -                                                                     | 41’                                                                   |
| 18-6-2023                                                             | Paradise                                                              | Panama                                                                | 0 – 1                                                                 | Messico                                                               | CONCACAF Nations League 2022-2023 - Finale 3º posto                   | -                                                                     |                                                                       |
| 26-6-2023                                                             | Fort Lauderdale                                                       | Costa Rica                                                            | 1 – 2                                                                 | Panama                                                                | Gold Cup 2023 - 1º turno                                              | -                                                                     | 74’                                                                   |
| 4-7-2023                                                              | Houston                                                               | Panama                                                                | 2 – 2                                                                 | El Salvador                                                           | Gold Cup 2023 - 1º turno                                              | -                                                                     | 90’                                                                   |
| 7-9-2023                                                              | Panama                                                                | Panama                                                                | 3 – 0                                                                 | Martinica                                                             | CONCACAF Nations League 2023-2024 - 1º turno                          | -                                                                     |                                                                       |
| 10-9-2023                                                             | Città del Guatemala                                                   | Guatemala                                                             | 1 – 1                                                                 | Panama                                                                | CONCACAF Nations League 2023-2024 - 1º turno                          | -                                                                     | 25’ 46’                                                               |
| 16-11-2023                                                            | San José                                                              | Costa Rica                                                            | 0 – 3                                                                 | Panama                                                                | CONCACAF Nations League 2023-2024 - Quarti di finale                  | -                                                                     | 68’                                                                   |
| 20-11-2023                                                            | Panama                                                                | Panama                                                                | 3 – 1                                                                 | Costa Rica                                                            | CONCACAF Nations League 2023-2024 - Quarti di finale                  | -                                                                     | 74’                                                                   |
| 21-3-2024                                                             | Arlington                                                             | Panama                                                                | 0 – 3                                                                 | Messico                                                               | CONCACAF Nations League 2023-2024 - Semifinale                        | -                                                                     | 77’                                                                   |
| 6-6-2024                                                              | Panama                                                                | Panama                                                                | 2 – 0                                                                 | Guyana                                                                | Qual. Mondiali 2026                                                   | -                                                                     | 79’                                                                   |
| 16-6-2024                                                             | Panama                                                                | Panama                                                                | 0 – 1                                                                 | Paraguay                                                              | Amichevole                                                            | -                                                                     | 80’                                                                   |
| 27-6-2024                                                             | Atlanta                                                               | Panama                                                                | 2 – 1                                                                 | Stati Uniti                                                           | Coppa America 2024 - 1º turno                                         | 1                                                                     | 60’                                                                   |
| 1-7-2024                                                              | Orlando                                                               | Bolivia                                                               | 1 – 3                                                                 | Panama                                                                | Coppa America 2024 - 1º turno                                         | -                                                                     |                                                                       |
| 6-7-2024                                                              | Glendale                                                              | Colombia                                                              | 5 – 0                                                                 | Panama                                                                | Coppa America 2024 - Quarti di finale                                 | -                                                                     | 46’                                                                   |
| 12-10-2024                                                            | Austin                                                                | Stati Uniti                                                           | 2 – 0                                                                 | Panama                                                                | Amichevole                                                            | -                                                                     |                                                                       |
| 14-11-2024                                                            | San José                                                              | Costa Rica                                                            | 0 – 1                                                                 | Panama                                                                | CONCACAF Nations League 2024-2025 - Quarti di finale                  | -                                                                     |                                                                       |
| 18-11-2024                                                            | Panama                                                                | Panama                                                                | 2 – 2                                                                 | Costa Rica                                                            | CONCACAF Nations League 2024-2025 - Quarti di finale                  | 1                                                                     | 86’                                                                   |
| 23-3-2025                                                             | Inglewood                                                             | Messico                                                               | 2 – 1                                                                 | Panama                                                                | CONCACAF Nations League 2024-2025 - Finale                            | -                                                                     |                                                                       |
| 7-6-2025                                                              | Belmopan                                                              | Belize                                                                | 0 – 2                                                                 | Panama                                                                | Qual. Mondiali 2026                                                   | -                                                                     |                                                                       |
| 24-6-2025                                                             | Austin                                                                | Panama                                                                | 4 – 1                                                                 | Giamaica                                                              | Gold Cup 2025 - 1° turno                                              | -                                                                     |                                                                       |
| Totale                                                                |                                                                       | Presenze                                                              | 31                                                                    |                                                                       | Reti                                                                  | 2                                                                     |                                                                       |

## Palmarès

### Club

#### Competizioni nazionali
- Campionato slovacco: 2

Slovan Bratislava: 2023-2024, 2024-2025